# ピラーイノ
ピラーイノ（イタリア語: Piraino, シチリア語: Pirainu）は、イタリア共和国シチリア州メッシーナ県にある、人口約3,900人の基礎自治体（コムーネ）。

## 地理

### 位置・広がり

#### 隣接コムーネ
隣接するコムーネは以下の通り。
- ブローロ
- ジョイオーザ・マレーア
- サンタンジェロ・ディ・ブローロ

## 行政

### 分離集落
ピラーイノには、以下の分離集落（フラツィオーネ）がある。
- Calanovella, Fiumara, Gliaca, Lacco, Leomandri, Merca, Salinà, San Biagio, San Costantino, San Leonardo, Sant'Arcangelo, Sant'Ignazio, Zappardino